# Barichneumon hispanator
Barichneumon hispanator är en stekelart som beskrevs av Aubert 1993. Barichneumon hispanator ingår i släktet Barichneumon och familjen brokparasitsteklar. Inga underarter finns listade.